# Centro de Formación en Turismo
El Centro de Formación en Turismo (CENFOTUR) es una entidad ubicada en Lima. Es dependiente del Ministerio de Comercio Exterior y Turismo del Perú.

## Misión
Entidad educativa oficial del sector turismo, cuya razón de ser es formar, capacitar y perfeccionar los recursos humanos que requiere el desarrollo turístico del país, de acuerdo a estándares de competencia laboral.

## Funciones
- Otorgar títulos de profesional, técnico y experto, así como el título de segunda especialización y otras certificaciones de acuerdo a Ley a aquellas personas que cursen estudios y cumplan los requisitos de aprobación o certificación respectiva.
- Proponer y ejecutar planes de intercambio educativo con instituciones nacionales o extranjeras dedicadas a actividades afines.
- Propiciar la docencia y la investigación en el campo turístico.
- Prestar servicios conexos a sus actividades de formación profesional y ocupacional a entidades del sector público y privado.
- Desarrollar programas de convalidación académica dirigidos a personas que demuestren experiencia en la administración de entidades o empresas nacionales o extranjeras del sector turismo.
- Celebrar contratos o convenios con entidades o empresas nacionales o extranjeras para la ejecución de proyectos vinculados a las actividades del sector turismo que permitan una adecuada formación preprofesional del alumnado de las Escuelas de Hostelería y Turismo.